# Kingella
Kingella é tanto um género botânico pertencente à família Loranthaceae quanto um género de bactéria gram negativa da família Neisseriaceae.

## Bactéria
São cocobacilos curtos, gram-negativas, aeróbicas, imóveis, ocorrem em pares ou em cadeias curtas e tem crescimento lento e exigente.
Kingella kingae coloniza as vias respiratórias humanas e podem causar infecções ósseas, endocardite e bacteremia. Raramente causam pneumonia, meningite, epiglotite, abscessos e infecções oculares. Afetam principalmente aos menores de 6 anos.
É uma das bactérias fastidiosas gram-negativas capazes de causar endocardite conhecidas como "grupo HACEK": Haemophilus aphrophilus e H. parainfluenzae, Aggregatibacter, Cardiobacterium, Eikenella, Kingella).
Podem ser tratadas penicilina, cefalosporina, aminoglicosídeos, cotrimoxazol, tetraciclinas, eritromicina, e fluoroquinolonas.